# Patrick Gensing

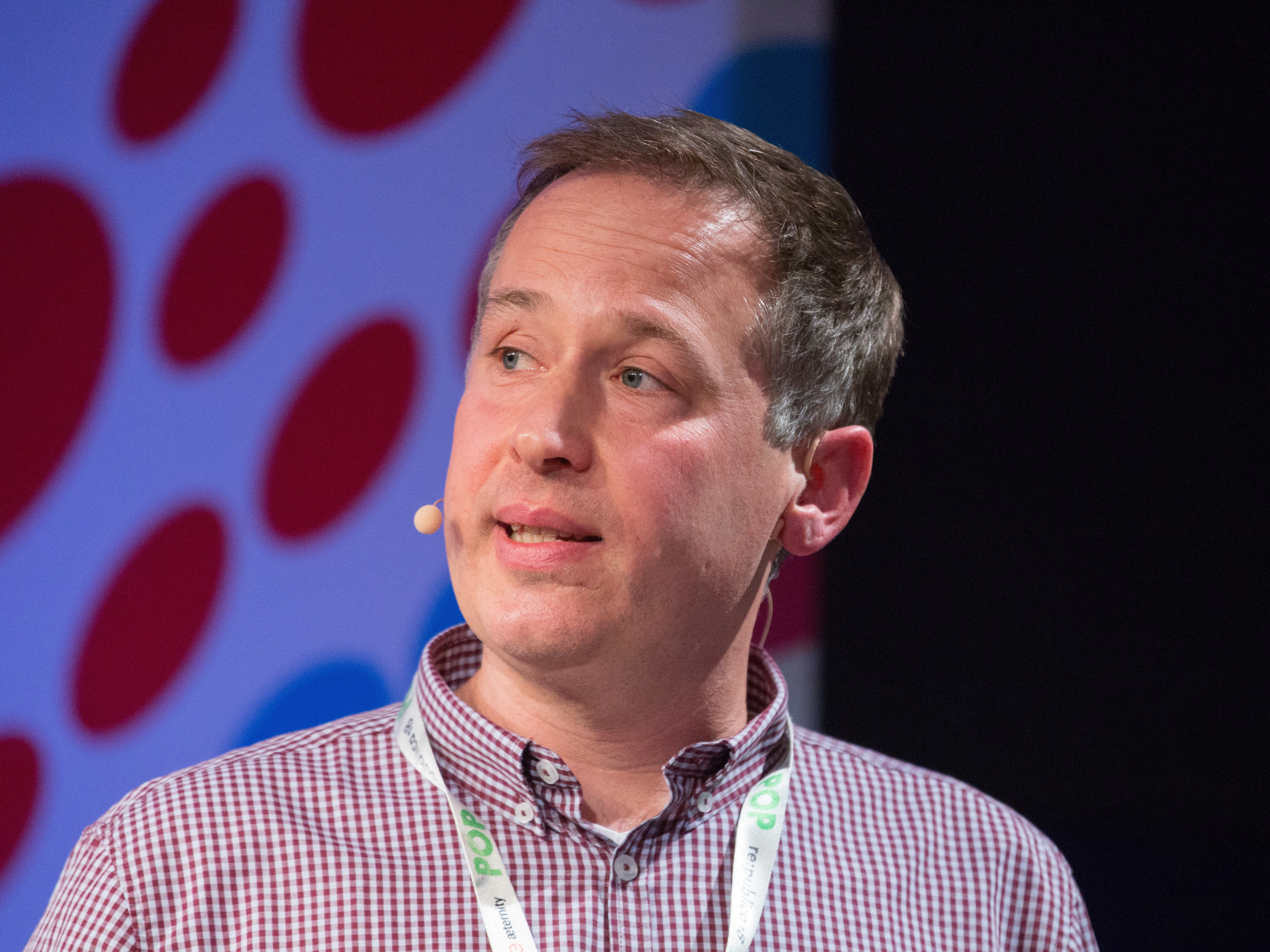
Patrick Gensing, 2018

Patrick Gensing (geboren 1974) ist ein deutscher Journalist, Buchautor und ehemaliger Blogger. Er arbeitete als Redakteur für die Nachrichtenredaktion ARD-aktuell. Seit Anfang April 2017 war er Leiter des ARD-Faktenfinders und seit 2019 zusätzlich des Ressorts Investigativ. Im April 2021 startete die Tagesschau den Faktenfinder-Podcast, den Gensing entwickelt hatte. Sein inhaltlicher Schwerpunkt liegt bei den Themen Desinformation, Fake News und Rechtsextremismus. Gensing ist zudem Gastautor der Wochenzeitung Jüdische Allgemeine und bei dem Magazin Runner’s World. Nach Angaben der Hamburger Morgenpost ist er „Experte für die Themen politischer Fanatismus, Fake News, Desinformation, Antisemitismus, Rechtsextremismus und Hetze in sozialen Netzwerken.“ Im Juni 2022 wechselte Gensing von der Tagesschau zum FC St. Pauli und übernahm dort zunächst vorübergehend die Leitung der Medienabteilung.  Im August 2023 verkündete der Verein, dass Gensing beim FC St. Pauli bleibe und die Kommunikation für die Bereiche Strategie, Verein und Profi-Fußball verantworten werde.

## Leben
In den Jahren 2000 bis 2002 leitete Gensing die Redaktion der Online-Community „Angelfire“ von LYCOS Europe. In den Jahren 2003 und 2004 absolvierte er ein Volontariat beim NDR. Danach war er als Autor und Mitarbeiter bei  NDR Info, ARD-aktuell und Panorama tätig. Sein Panorama-Beitrag Rassismus im Stadion: Die Welt zu Gast bei Feinden? war für den Civis – Europas Medienpreis für Integration 2007 nominiert. Er schrieb auch für das Zeit-Online-Blog Störungsmelder. Er war Referent der Medienakademie von ARD und ZDF zum Thema „Neonazis und Internet“.
Seit Ende 2005 war Gensing Mitherausgeber und Redakteur für das Internetprojekt NPD-Blog, das 2007 für den Grimme Online Award nominiert war. 2007 war er für den Goldenen Prometheus in der Kategorie Online-Journalist des Jahres nominiert. Im Mai 2009 erreichte er in der Kategorie Internet den 3. Platz des Axel-Springer-Preises für junge Journalisten. Im Oktober 2011 wurde das NPD-Blog in Publikative.org umbenannt. 2013 wurde es für den Grimme Online Award in der Kategorie Information mit der Begründung nominiert, Publikative.org habe sich als eine zentrale Informationsplattform über Rechtsextremismus in Deutschland etabliert. Ebenfalls 2013 wurde Gensing für das Blog Publikative.org mit dem Alternativen Medienpreis ausgezeichnet.
Von 2015 bis 2017 veröffentlichte Gensing gelegentlich Artikel auf der Internetseite der Brandenburgischen Landeszentrale für politische Bildung.

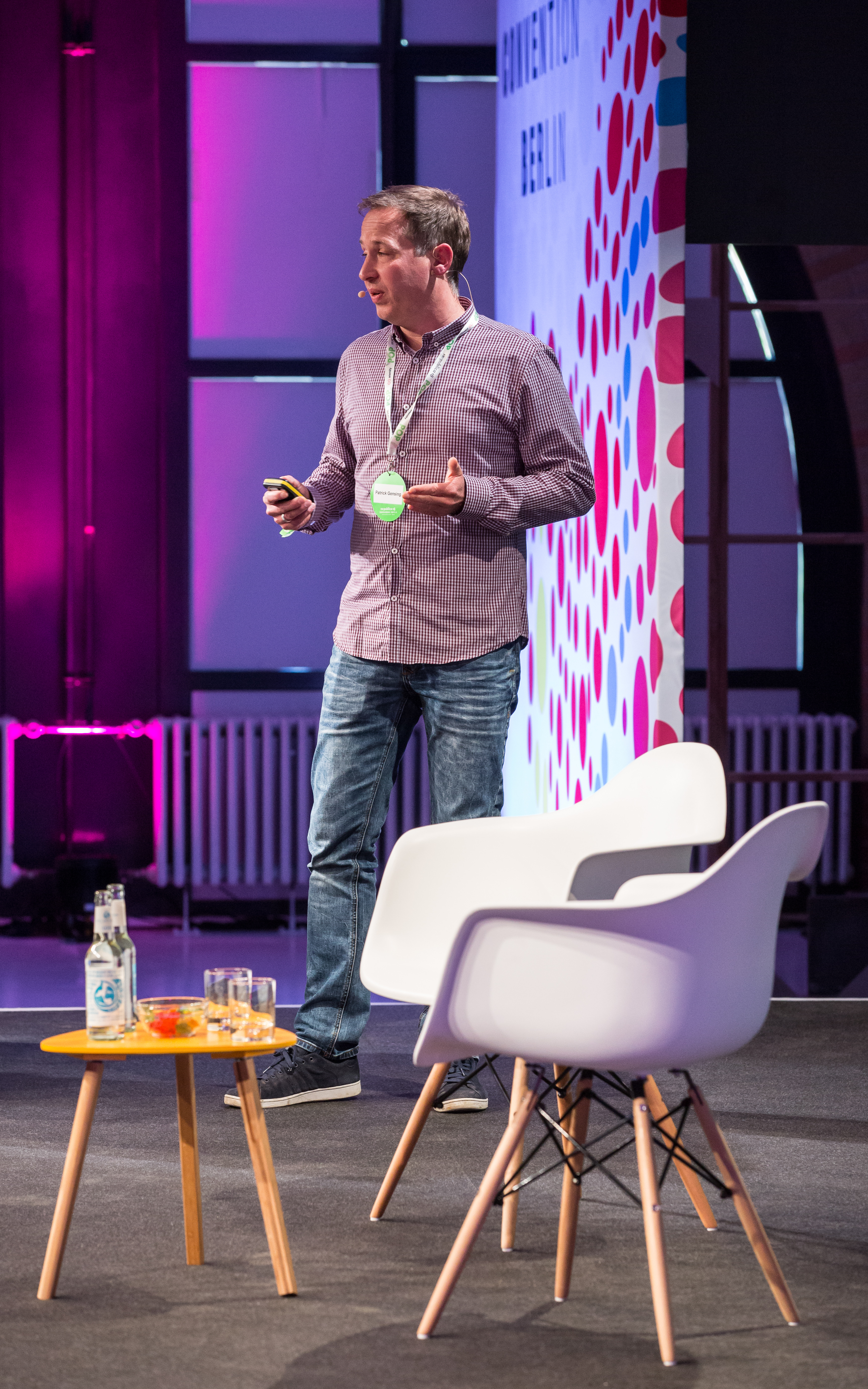
Patrick Gensing auf der Re:publica 2018

Seit dessen Gründung im April 2017 leitete Gensing den Faktenfinder der Tagesschau. Hier handelt es sich um eine Recherche-Redaktion der ARD zur Bekämpfung von Fake News. In die Kritik gerieten der Faktenfinder und Gensing persönlich durch Recherchefehler bei der Berichterstattung zur Reaktion einer Twitter-Nutzerin auf einen Tweet der schleswig-holsteinischen Bildungsministerin Karin Prien. Zudem war Gensing seit April 2019 für das Ressort „Tagesschau Investigativ“ verantwortlich und seit April 2021 für den Faktenfinder-Podcast.
2020 schrieb er für die Zeitschrift „Liberal“ über die Gefahr durch Desinformation und für die Bundeszentrale für politische Bildung über die Gleichsetzung von Faktum und Meinung. Letztere brachte auch sein Buch Fakten gegen Fake News heraus. 2020 sprach er auf einer internationalen Konferenz in Albanien zu Desinformation in Südosteuropa über Strategien gegen Fake News.
Am 5. Mai 2022 wurde bekannt, dass Gensing ab Juni 2022 vorübergehend den Bereich Medien und Kommunikation beim FC St. Pauli übernehmen wird. Im August 2023 verkündete der FC St. Pauli, dass er bei dem Verein bleibe. Zudem schreibt Gensing weiterhin als freier Journalist, unter anderem für die taz, tagesschau.de und Belltower News.

## Positionen
Als Journalist tritt Gensing regelmäßig als Referent und in Interviews zum Thema Desinformation auf und spricht sich dabei gegen gesetzliche Maßnahmen gegen Fake News aus: Der Umgang mit Fake News sei alles andere als simpel und plakativ. Man könne nicht einfach „stimmt nicht“ darunterschreiben, weil „die meisten gezielten Falschmeldungen (…) einen wahren Kern“ hätten. Oft vermittelten Statistiken zudem nur die halbe Wahrheit, man brauche immer auch Experten, die die Zahlen einordneten. „Diese Zahlengläubigkeit, die es teilweise gibt, ist irreführend.“ Gensing warnt: „Je öfter falsche Behauptungen wiederholt werden, umso größer ist die Gefahr, dass Menschen sagen: Ich habe das jetzt so oft gehört und noch nie etwas Gegenteiliges, das wird schon stimmen.“ Die Bereitschaft, an Falschmeldungen zu glauben, sei zudem „längst nicht nur auf Populisten begrenzt“.
Bei der re:publica 2019 kritisierte er die Fehleranfälligkeit des Online-Nachrichtenjournalismus. Die Diskussionen über Desinformation und Fake News sieht Gensing aber auch als Chance für den Journalismus, denn es finde eine Rückbesinnung auf Recherche statt. Die Bekämpfung von Fake News sei „jedenfalls nicht Aufgabe des Gesetzes, sondern eine Aufgabe des Journalismus“.
Nach der Tötung des CDU-Politikers Walter Lübcke wies Gensing auf die langjährige Radikalisierung und die Bedeutung von Gewalt als politisches Mittel bei Rechtsextremen hin.
Des Weiteren kritisiert er die AfD, der „die Rolle von vermeintlichen Tabubrechern zu[komme], deren Behauptungen entkräftet werden müssten“. Seiner Ansicht nach ist die AfD für das politische Klima „derzeit gefährlicher als die NPD“.
Im Dezember 2020 kritisierte er fehlende wissenschaftliche Belege für einzelne Corona-Maßnahmen wie beispielsweise die Sperrstunde.
Im September 2021 kritisierte er im Schweizer Rundfunk (SRF) die russischen Staatssender, die in Europa gezielt bestehende Konflikte anheizen wollten.
Nach dem Massaker der Hamas in Israel am 7. Oktober 2023 kritisierte Gensing, dass linksradikale Gruppen in Europa den Terror legitimierten und relativierten.

## Veröffentlichungen
- Angriff von rechts. Die Strategien der Neonazis – und was man dagegen tun kann. dtv, München 2009, ISBN 978-3-423-34551-4.
- Terror von rechts. Die Nazi-Morde und das Versagen der Politik. Rotbuch-Verlag, Berlin 2012, ISBN 978-3-86789-163-9.[42]
- mit Andrej Reisin: Der Präventivstaat. Warum Gesundheits-, Kontroll- und Verbotswahn Freiheit und Demokratie gefährden. Lingen Verlag, 2013, ISBN 3-942453-33-9.
- von Dana Ionescu und Samuel Salzborn herausgegeben: Antisemitismus in deutschen Parteien. Nomos-Verlag, Baden-Baden 2014, ISBN 978-3-8487-0555-9[43]
- Rechte Hetze im Netz – eine unterschätzte Gefahr. Rowohlt Verlag, Mai 2016, ISBN 978-3-644-00002-5 (E-Book).[44]
- von Andreas Speit herausgegeben: Das Netzwerk der Identitären. Christoph Links-Verlag, Oktober 2018, ISBN 978-3-96289-008-7[45]
- Fakten gegen Fake News oder Der Kampf um die Demokratie. Bibliographisches Institut – Duden, Berlin 2019, ISBN 978-3-411-75428-1.
- von Matthias Meisner und Heike Kleffner herausgegeben: Fehlender Mindestabstand – Die Coronakrise und die Netzwerke der Demokratiefeinde. Herder, Freiburg 2021, ISBN 978-3-451-39037-1.[46]